# Escudo de Lugar Nuevo de San Jerónimo

Escudo oficial de Lugar Nuevo de San Jerónimo.

El escudo oficial de Lugar Nuevo de San Jerónimo tiene el siguiente blasonamiento:
Escudo cuadrilongo de punta redonda, partido. En el primer cuartel, en campo de oro, dos palos de gulas, abrazado de azur sembrado de flores de lis de oro y brisat con lambel de gulas. En el segundo cuartel, en campo de azur, un león rampante de oro, sobremontado de un capelo cardenalicio de gulas. Por timbre, una corona real abierta.

## Historia
Resolución del 6 de septiembre de 1994, del conseller de Administración Pública. Publicado en el DOGV núm. 2.366, del 14 de octubre de 1994.
En la primera partición, se representan las armas de Alfonso de Aragón el Viejo, primer duque de Gandía y fundador del Monasterio de San Jerónimo de Cotalba. Este monasterio es el fundador de Llocnou de Sant Jeroni el 8 de diciembre de 1609, del cual lleva el nombre. El Rafalet de Bonamira, población mudéjar antecesora de Llocnou, había sido dada por los duques al Monasterio de San Jerónimo de Cotalba. 
En la segunda partición, aparece el emblema heráldico de la orden de los Jerónimos. 
Tanto las armas ducales como las de la orden de San Jerónimo, combinadas en este escudo, hacen referencia conjuntamente al monasterio de San Jerónimo, fundador del municipio. El escudo está basado, pues, en una heráldica que, por separado (escudo ducal / escudo de la orden), era usada en el monasterio. 